# Château d'Arconciel
Le château d'Arconciel est un ancien château en ruine situé dans la commune d'Arconciel, au sein du district de la Sarine dans le canton suisse de Fribourg.

## Histoire
La date de construction du château d'Arconciel est inconnue. On sait qu'il existe déjà en 1082, lorsque l'édifice est mentionné pour la première fois dans un acte de donation par lequel Henri IV concède le bâtiment à un certain Conon (probablement Conon d'Oltigen). Cet acte démontre que la seigneurie d'Arconciel est alors une terre d'Empire qui dépend directement de l'Empereur. Le site se situe à environ deux kilomètres du village actuel d'Arconciel, sur une presqu'île formée par le cours de la Sarine. Sur la rive opposée se trouve le château d'Illens.
Aux XIIe et XIIIe siècles, un bourg organisé en deux rangées de maisons prospère près du château. Ce bourg occupe une esplanade d'environ 200 mètres par 80.
En 1377, le château d'Arconciel est en ruine et la seigneurie est vendue par Luquette de Gruyère, veuve de Pierre d'Aarberg, à Antoine de la Tour-Châtillon, avant de passer par mariage à la famille savoyarde de la Baume.
À la suite des guerres de Bourgogne (1474-1477), la seigneurie est attribuée à Fribourg puis démembrée en 1484. Le bourg d'Arconciel et son château servent dès lors de carrière, notamment pour la ville de Fribourg, pour l'église de Treyvaux en 1620 et pour celle d'Arconciel en 1784. 
Au début du XIXe siècle, les ruines sont encore suffisamment importantes pour que Jean-Joseph Combaz puisse en lever un plan précis et dessiner une vue de l'entrée du bourg. Une copie de ces dessins est conservée dans le fonds Heribert Reiners. Vers 1840, Jean Frédéric Wagner réalise une lithographie représentant l'état du site. Durant le XIXe siècle, le bourg et le château continuent de servir de carrière.
À l'heure actuelle, le site du château d'Arconciel est envahi par la végétation mais permet de voir des vestiges du fossé, du donjon, d'une tour et de l'ouvrage d'entrée. L'inventaire suisse des biens culturels d'importance nationale et régionale classe le château en tant qu'objet A - bien culturel d'importance nationale - avec le numéro KGS 9594. L'Association Arconciacum, fondée en 2018, a pour but la préservation du site du bourg ainsi que la consolidation de la tour occidentale du château.